# Ornitológia
Az ornitológia vagy magyar kifejezéssel madártan a zoológiának, azaz az állattannak a madarakra vonatkozó ismereteit összegző résztudomány.
Az ezzel foglalkozó szakembereket ornitológusnak nevezzük. Hétköznapi értelemben a madarak elterjedésével, fészkelési viszonyaival és a madárvonulás vizsgálatával foglalkozó szakembereket szokták ezzel az elnevezéssel illetni.

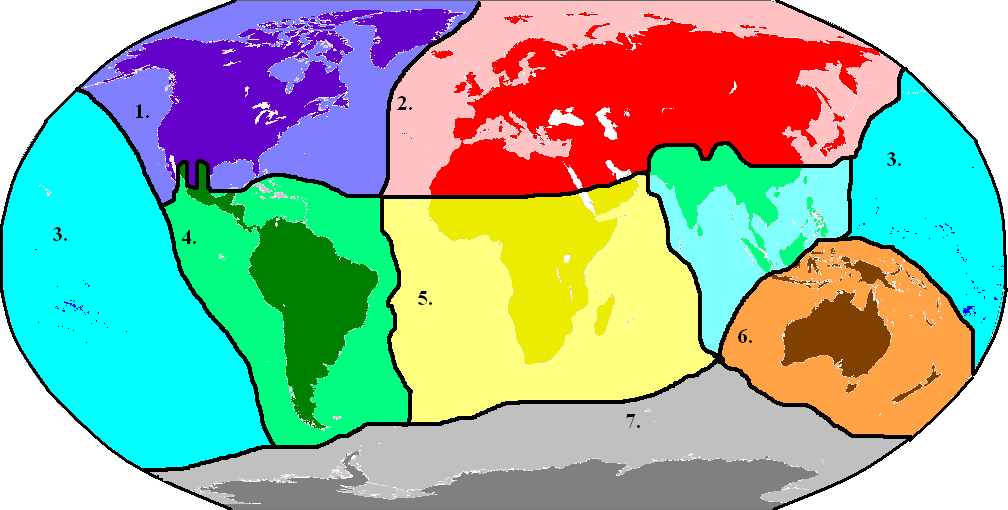
Madárföldrajzi világtérkép
1. nearktikus övezet
2. palearktikus övezet
3. polinéziai övezet
4. neotrópusi övezet
5. afrotrópikus övezet
6. ausztrálázsiai övezet
7. antarktiszi övezet
* az indo-maláj övezet nincs megszámozva

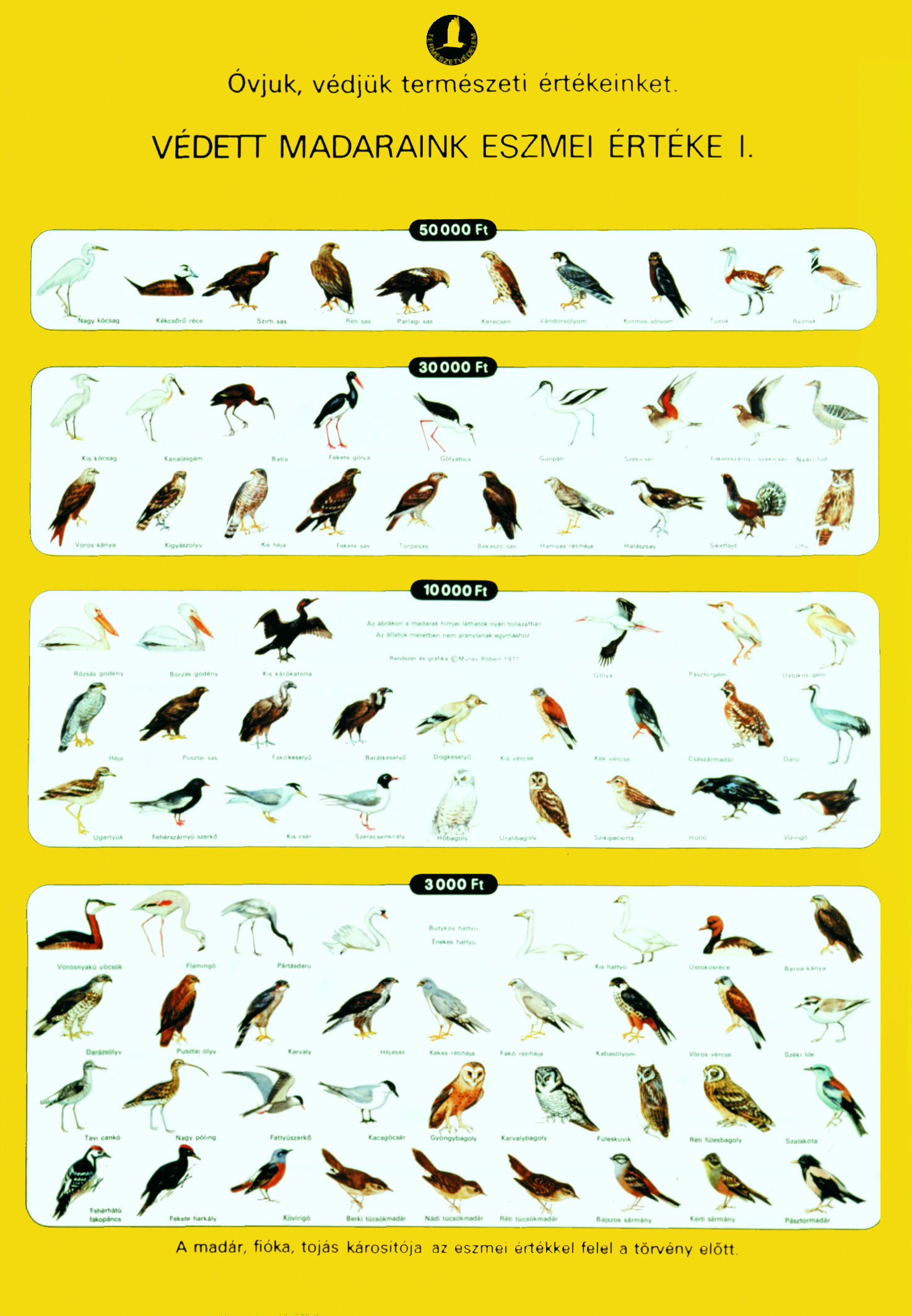
Magyarország védett madarai rajz (rajzolta Muray Róbert)